# Wawrzyniec Wojciech Kossowski
Wawrzyniec Wojciech Kossowski na Kossowie herbu Ciołek (zm. po 1753 roku) – wojski drohicki w latach 1717–1752, pisarz grodzki drohicki w 1717 roku, miecznik podlaski w latach 1705–1717.
Poseł ziemi drohickiej na sejm konwokacyjny 1733 roku. Był członkiem konfederacji generalnej zawiązanej 27 kwietnia 1733 roku na tym sejmie. Jako deputat województwa podlaskiego podpisał pacta conventa Stanisława Leszczyńskiego w 1733 roku.